# Pleonasme
En pleonasme (af græsk pleonasmos "overflod" ) er en ordforbindelse, hvoraf et eller flere ord er logisk overflødige. Pleonasmer kan bevidst benyttes stilistisk for at give større effekt. En pleonasme kaldes også dobbeltkonfekt.

## Eksempler
Pleonasmer er markeret med kursiv:
- Vi åbner samfundet op
- Derefter blev han efterfølgende
- Han plejer sædvanligvis at...
- En rund cirkel.
- At bakke baglæns.
- En gratis gave.
- En arbejdskollega
- En norsk nordmand fra Norge.
- Omforandring.
- Jeg så det med mine egne øjne.
- Han var allerførst af alle.
- I døren blev vi modtaget af en ældgammel olding.
- Medlemstallet var 23 medlemmer
- De ramte hinanden samtidigt.
- Et dødt lig.
- Kropsbehåring på kroppen
- Hans ben er hævet op
- En rytter til hest